# Centro Paraguayo de Estudios Sociológicos
El Centro Paraguayo de Estudios Sociológicos (CPES) es una organización no gubernamental paraguaya dedicada a la investigación, formación y divulgación en el ámbito de las ciencias sociales. Fue fundado el 12 de marzo de 1964 en Asunción por iniciativa de un grupo de profesores universitarios, entre ellos Domingo Rivarola. Su sede se ubica en la calle Eligio Ayala 973, Asunción.

## Historia
Desde su creación, en 1964, el CPES se ha consolidado como un espacio independiente y crítico de análisis y estudios de ciencias sociales en Paraguay. Ha desarrollado investigaciones en sociología rural y urbana, educación, género, partidos políticos y procesos democráticos. Paralelamente, ha promovido la formación de investigadores mediante cursos, seminarios y talleres, y ha sostenido una labor editorial con publicaciones académicas, informes y cuadernos de análisis.

## Publicaciones
La Revista Paraguaya de Sociología (RPS) es una de las producciones centrales impulsadas por el CPES. El primer número apareció en el año 1964, y desde entonces ha mantenido su periodicidad hasta la actualidad. Representa uno de los máximos legados a las ciencias sociales en Paraguay y ha obtenido colaboraciones de referentes académicos de suma importancia de distintas partes del mundo.

## Arquitectura
En 2024, la sede del CPES fue objeto de una reforma arquitectónica, ubicada sobre Eligio Ayala 973 entre EE. UU. y Tacuarí. Esta intervención fue reconocida como una de las ocho obras contemporáneas más bellas de Asunción, según La Nación. Los responsables de la obra son los arquitectos Javier Corvalán y Paola Moure.